# مانزای

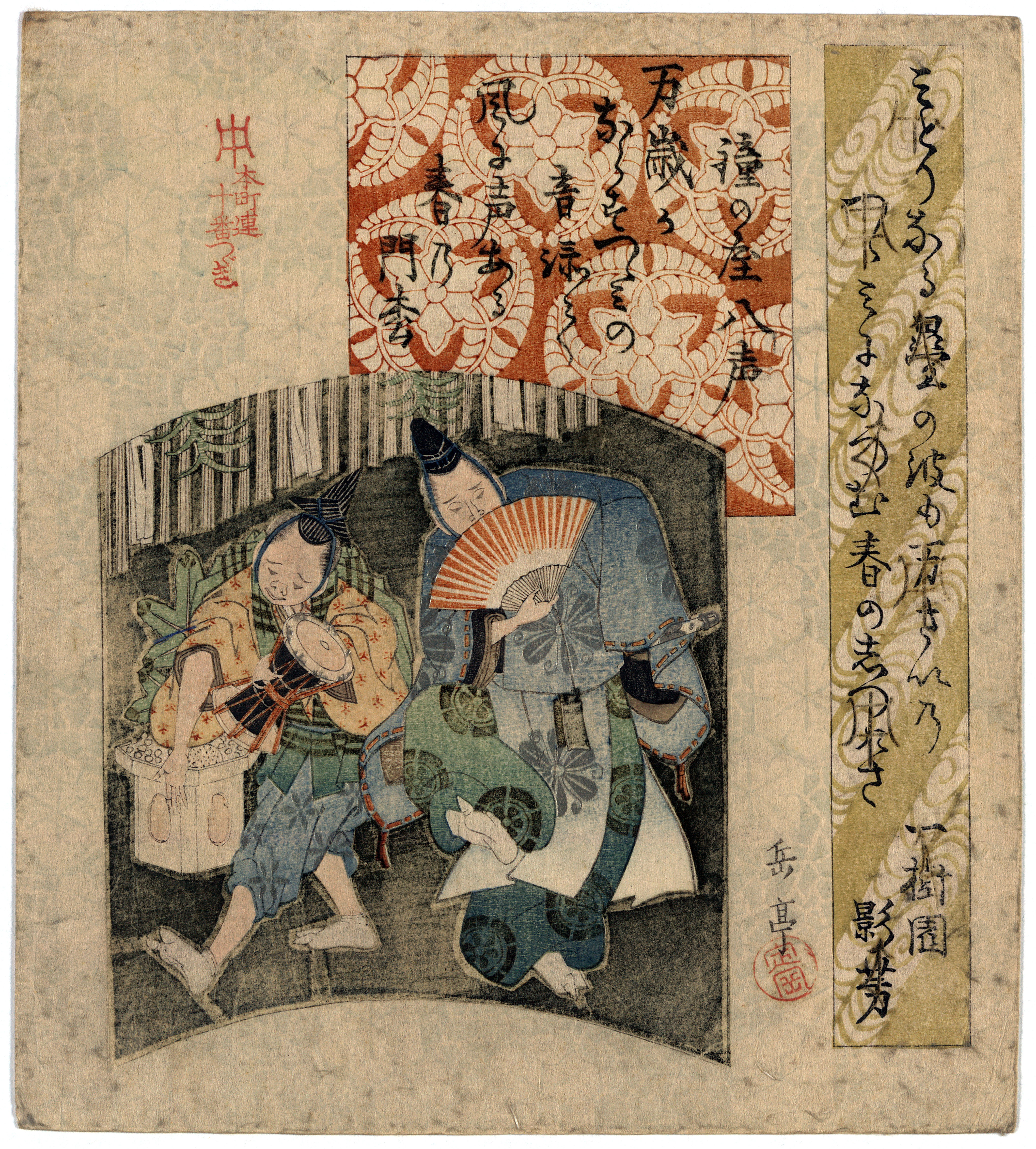
یک نقاشی از مانزای در سال ۱۸۲۵

مانزای (به ژاپنی: 漫才 Manzai) به یک نوع کمدی استندآپ دو نفرهٔ سنتی در فرهنگ ژاپن گفته می‌شود. مانزای از دوره هی آن آغاز شده‌است. این نوع کمدی توسط یک زوج هنرمند که یکی نقشی خشک و جدی دارد و شخص متقابل که نقشی کمدی دارد، اجرا می‌شود. بیشتر شوخی‌های کلامی که با سرعت نیز بیان می‌شوند، بر محور سوءتفاهمات مابین این دو شخصیت متفاوت می‌گردد. در سال‌های اخیر مرکز اصل مانزای در اوساکا قرار دارد.